# Новый Великий Бор
Новый Великий Бор (Нововеликий Бор) — упразднённый в 2015 году посёлок в Гордеевском районе Брянской области, в составе Гордеевского сельского поселения. Располагался в 2 км к юго-востоку от села Великий Бор. Постоянное население с 2008 года отсутствовало.

## История
Возник в начале XX века. До 1960 года входил Великоборский сельсовет, в 1960—1966 — в Заводо-Корецкий сельсовет.
Упразднён законом Брянской области от 28 сентября 2015 года № 74-З в связи с переселением жителей в другие населённые пункты.
| Годы      | 1926 | 1979 | 1989 | 2002 | 2010 |
| --------- | ---- | ---- | ---- | ---- | ---- |
| Население | 167  | 54   | 33   | 8    | 0    |